# جانسونویل (کارولینای جنوبی)
جانسونویل(به انگلیسی: Johnsonville) شهری در ایالت کارولینای جنوبی کشور ایالات متحده آمریکا است که جمعیت آن در سرشماری سال ۲۰۱۰ میلادی، ۱٬۴۸۰ نفر بوده‌است.